# Metaeritrichium microuloides
Metaeritrichium es un género monotípico de plantas con flores perteneciente a la familia Boraginaceae. Su única especie: Metaeritrichium microuloides, es originaria de China.

## Descripción
Son hierbas anuales. Tiene tallos ramificados desde la base, difusos, carnosos, deprimidos, de 3 mm de diámetro. Alcanza un tamaño de 3-5 cm de altura. Pecíolo de 1-1.5 cm; con hojas espatuladas, ampliamente elípticas a ovado-lanceoladas, de 1-2 cm × 5-8 mm, envés poco corto hispida, adaxialmente glabra o escasamente pubescente. Flores solitarias, axilares o extra-axilares. Pedicelo corto, de 2 cm. Cáliz azul-verde; lóbulos lanceolados, de. 1,5 × 0,5 mm, para 2 x 1,2 mm en la fruta, adpreso pubescentes por encima de dentro, fuera escasamente pubescentes o glabros. Corola azul-púrpura, campanulada-tubular, tubo de 0,8 a 1 mm; lóbulos suborbiculares. Núculas dorsiventralmente comprimidas, escasamente pubescentes o glabros, de 2 × 1.2 mm excluyendo gloquidias marginales, disco abaxial ovadas; gloquidios marginales triangulares, 0,8-1 mm, base confluentes en un ala ancha. Fl. y fr. Julio-agosto.

## Distribución y hábitat
Se encuentra en los planos de la arena a lo largo de los arroyos y pantanos, prados alpinos, taludes cerca de las cumbres de montaña, terrazas aluviales, a una altitud de 4300-5000 metros en Qinghai y Xizang.

## Taxonomía
Metaeritrichium microuloides fue descrita por Wen Tsai Wang y publicado en Acta Phytotaxonomica Sinica 18(4): 515, pl. 6, f. 1. 1980.